# جنگل‌های کاج و بلوط سیرا مادره ده اواخاکا
جنگل‌های کاج و بلوط سیرا مادره ده اواخاکا (به اسپانیایی: Sierra Madre de Oaxaca pine–oak forests) یک جنگل و منطقهٔ مسکونی در مکزیک است.